# Klaus Oeggl
Klaus Oeggl (* 1955 in Innsbruck) ist ein österreichischer Botaniker, der sich mit der Paläoökologie und Archäobotanik des Alpenraumes befasst. Er ist vor allem für seine Arbeiten zum Leben und zur Umwelt der neolithischen Gletscherleiche Ötzi bekannt.

## Leben
Klaus Oeggl absolvierte das Studium Biologie und Erdwissenschaften an der  Universität Innsbruck (LFU), das er 1981 abschloss. 1987 folgte die Dissertation in Botanik. In der Zeit von 1982 bis 1983 unterrichtete Klaus Oeggl an Allgemeinbildenden Höheren Schulen. 1983 wechselte er an die LFU Innsbruck, wo er zuerst als Lektor am Institut für Botanik tätig war. Es folgten Beschäftigungen als Universitätsassistent bei Sigmar Bortenschlager und als Universitätsdozent an diesem Institut. 1997 wurde Klaus Oeggl zum Außerordentlichen Universitätsprofessor am Institut für Botanik ernannt. Seit 2011 hat er eine Professur für Palynologie und Archäobotanik inne und leitet die gleichnamige Forschungsgruppe am Institut für Botanik. Im Rahmen seiner Lehrtätigkeit war er mehrfach auch als Gastlektor an der Universität Bergen und als Gastprofessor an der Suranaree University of Technology in Thailand und an der Freien Universität Bozen tätig.

## Wirken
Oeggl befasst sich intensiv mit der Wechselwirkung zwischen Mensch und Pflanzenwelt in der Vergangenheit. Das Spektrum seiner Untersuchungen reicht dabei von der Ausbreitung der Kulturpflanzen, der Ernährungsweise der Landwirtschaft prähistorischer Menschen, der Rekonstruktion der Vegetation und der Umwelt im Umkreis prähistorischer Siedlungen. bis hin zur Entstehung der heutigen Kulturlandschaft des Alpenraumes. In seiner Forschung vertritt Oeggl einen multi- und interdisziplinären Forschungsansatz mit archäologischen und anderen naturwissenschaftlichen Disziplinen, da die Genese von Kulturlandschaften und die Entwicklung hin zu der heutigen Pflanzendecke im Alpenraum multifaktoriellen Prozessen abiotischer und biotischer Natur unterliegen. Seine bevorzugt angewandten Methoden sind Pollenanalyse, Pflanzengroßrestanalyse und Geochemie, die die Basisdaten für Hypothesen-Tests und Modell-Validation bieten. Herausragend sind seine Untersuchungen im Zusammenhang mit der neolithischen Gletschermumie „Ötzi“  Darüber hinaus befasste er sich in einem eigenen Forschungszentrum (FZ HiMAT) intensiv mit den paläoökologischen und sozio-kulturellen Auswirkungen des Bergbaus in den Alpen. Seine Studien hat Oeggl in 45 von der EU, Wissenschaftsfonds, Stiftungen, Museen und Gemeinden geförderten Forschungsprojekten vorangetrieben.

## Schriften (Auswahl)
- K. Oeggl, U. Eicher: Pollen- and oxygen-isotope analyses of late- and postglacial sediments from the Schwemm raised bog near Walchsee in Tirol, Austria. In: Boreas. Band 18, 1989, S. 245–253.
- K. Oeggl: Sediment- und Makrofossilanalysen aus dem Lanser See in Tirol (Austria): Ein Beitrag zur spätglazialen Bio- und Chronostratigraphie der Ostalpen. In: Flora. Band 186, 1992, S. 43–62.
- K. Oeggl, N. Wahlmüller: The Environment of a High Alpine Mesolithic Camp Site in Austria. In: American Association of Stratigraphic Palynologists, Contribution Series. Band 29, 1994, S. 147–160.
- K. Oeggl: Palynologische Untersuchungen aus dem Bereich des römischen Bohlenweges bei Lermoos, Tirol. In: E. Walde (Hrsg.): Via Claudia. Neue Forschungen. Institut für Klassische Archäologie der Leopold-Franzens-Universität Innsbruck, 1988, S. 147–171.
- J. H. Dickson, K. Oeggl, T. G. Holden, L. L. Handley, T. C. O’Connell, T. Preston: The Omnivorous Tyrolean Iceman: Colon Contents (Meat, Cereals, Pollen, Moss and Whipworm) and Stable Isotope Analyses. In: Phil. Trans. R. Society London B. Band 355, 2000, S. 1843–1849.
- K. Oeggl, S. Unterfrauner: Die Pflanzengroßreste des Riss/Würm-Interglazials und des Würmglazials von Mondsee. In: Mitteilungen der Kommission für Quartärforschung. Band 12, 2000, S. 93–121.
- A. Schmidl, W. Kofler, N. Oeggl-Wahlmüller, K. Oeggl: Land use in the Eastern Alps during the Bronze Age – An archaeobotanical case study of a hill-top settlement in the Montafon (Western Austria). In: Archaeometry. Band 47, 2005, S. 455–470.
- A. Schmidl, K. Oeggl: Subsistence strategies of two hilltop settlements in the Eastern Alps – Friaga/Bartholomäberg (Vorarlberg, Austria) and Ganglegg/Schluderns (South Tyrol, Italy). In: Vegetation History, Archaeobotany. Band 14, 2005, S. 303–312.
- A. Schmidl, S. Jacomet, K. Oeggl: Distribution patterns of cultivated plants in the Eastern Alps (Central Europe) during Iron Age. In: Journal of Archaeological Science. Band 34, 2007, S. 243–254.
- K. Oeggl, W. Kofler, A. Schmidl, J. H. Dickson, E. Egarter-Vigl, O. Gaber: The reconstruction of the last itinerary of “Ötzi”, the Neolithic Iceman, by pollen analyses from sequentially sampled gut extracts. In: Quaternary Science Reviews. Band 26, 2007, S. 853–861.
- K. Oeggl: The significance of the Tyrolean Iceman for the Archaeobotany of Central Europe. In: Vegetation History, Archaeobotany. Band 18, 2009, S. 1–11. doi:10.1007/s00334-008-0186-2
- A. Heiss, K. Oeggl: The plant remains from the Iceman´s find spot – new results on the glacier mummy´s environment. In: Vegetation History, Archaeobotany. Band 18, 2009, S. 23–35.
- K. Oeggl, A. Schmidl, W. Kofler: Origin and seasonality of subfossil dung from the Iceman´s discovery site (Eastern Alps). In: Vegetation History, Archaeobotany. Band 18, 2009, S. 37–46.
- K. Oeggl, K. Nicolussi: Prähistorische Besiedlung von zentralen Alpentälern in Bezug zur Klimaentwicklung. In: R. Schmid, C. Matulla, R. Psenner (Hrsg.): Klimawandel in Österreich. Die letzten 20 000 Jahre ….und ein Blick voraus. (= alpine space – man and environment. vol. 6). Innsbruck university press. , 2009, S. 77–86.
- K. Oeggl: Die Paläoökologie des historischen und prähistorischen Bergbaus in den Ostalpen. In: Berichte der Reinhold Tüxen-Gesellschaft. Band 21, 2009, S. 241–252.
- E. Breitenlechner, M. Hilber, J. Lutz, Y. Kathrein, A. Unterkircher, K. Oeggl: The impact of mining activities on the environment reflected by pollen, charcoal and geochemical analyses. In: Journal of Archaeological Sciences. Band 37, 2010, S. 1458–1467.
- D. Festi, U. Tecchiat, H. Steiner, K. Oeggl: The Late Neolithic settlement of Latsch, northern Italy: subsistence of a settlement contemporary with the Alpine Iceman, and located in his valley of origin. In: Vegetation History, Archaeobotany. Band 20, 2011, S. 367–379.
- J. Schibler, E. Breitenlechner, S. Deschler-Erb, G. Goldenberg, K. Hanke, G. Hiebel, H. Hüster-Plogmann, K. Nicolussi, E. Marti-Grädel, S. Pichler, A. Schmidl, S. Schwarz, B. Stopp, K. Oeggl: Miners and mining in the Late Bronze Age: a multidisciplinary study from Austria. In: Antiquity. Band 85, 2011, S. 1259–1278.
- A. S. Schwarz, R. Krause, K. Oeggl: Anthracological analysis from a mining site in the Eastern Alps to evaluate woodland uses during the Bronze Age. In: BAR International Series. Band 2486, 2013, S. 241–250.
- E. Breitenlechner, G. Goldenberg, J. Lutz, K. Oeggl: The impact of prehistoric mining activities on the environment: a multidisciplinary study at the fen Schwarzenbergmoos (Brixlegg, Tyrol, Austria). In: Vegetation History, Archaeobotany. Band 22, 2013, S. 351–366.
- K.-E. Behre, K. Oeggl (Hrsg.): Early Farming in the Old World. Recent Advances in Archaeobotanical Research. (= Vegetation History, Archaeobotany. Special Volume). Springer, Berlin/Heidelberg 1996.
- S. Bortenschlager, K. Oeggl (Hrsg.): The Iceman and his natural environment. The Man in the Ice. Vol. 4, Springer Verlag, Wien / New York 2000.
- P. Anreiter, G. Goldenberg, K. Hanke, R. Krause, W. Leitner, F. Mathis, K. Nicolussi, K. Oeggl, E. Pernicka, M. Prast, J. Schibler, I. Schneider, H. Stadler, T. Stöllner, G. Tomedi, P. Tropper (Hrsg.): Mining in European History and its Impact on Environment and Human Societies. In: Proceedings for the 1st Mining in European History-Conference of the SFB HiMAT (12.-15. November 2009, Innsbruck). Innsbruck university press, 2010, ISBN 978-3-902719-69-0.
- G. Goldenberg, U. Töchterle, K. Oeggl, A. Krenn-Leeb (Hrsg.): Forschungsprogramm HiMAT. Neues zur Bergbaugeschichte der Ostalpen. (= Archäologie Österreichs. Spezial 4). 2011, ISBN 978-3-902572-03-5.
- mit Thomas Stöllner (Hrsg.): Bergauf Bergab. 10.000 Jahre Bergbau in den Ostalpen. Wissenschaftlicher Beiband zur Ausstellung im Deutschen Bergbau-Museum Bochum vom 31. Oktober 2015 - 24. April 2016, im vorarlberg museum Bregenz vom 11. Juni-26. Oktober 2016. (= Veröffentlichung aus dem Deutschen Bergbau-Museum Bochum. Nr. 206). Leidorf, Bochum 2015, ISBN 978-3-86757-007-7.